# Sierra Leone oktatási rendszere

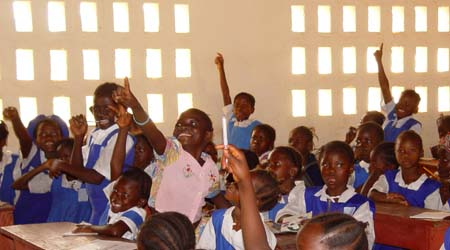
Második osztály Koiduban

## Története

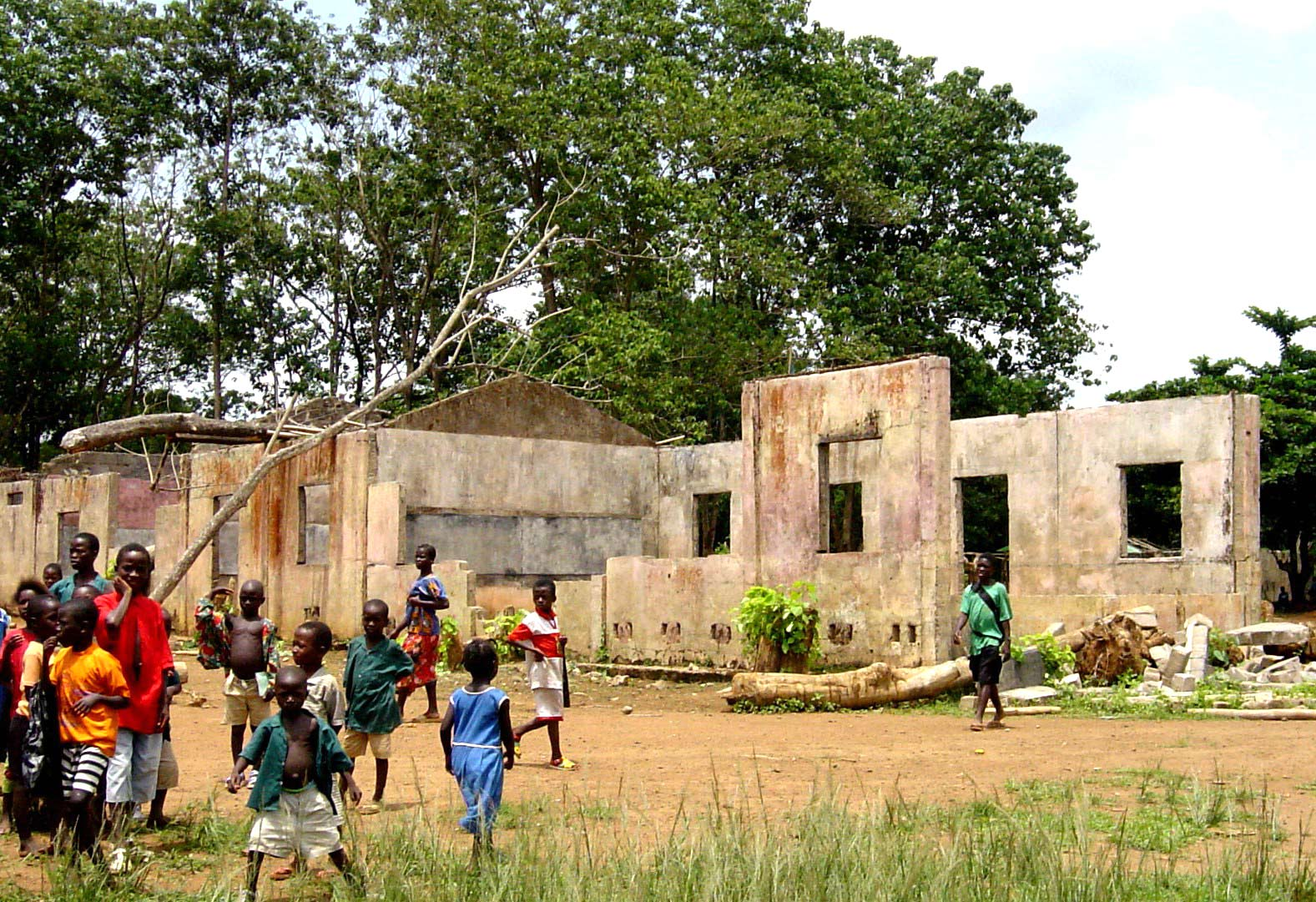
Egy koindúi iskola maradványai Sierra Leone-i polgárháborút követően, amelyet a Forradalmi Egyesített Front felkelő seregei romboltak le.

A 19. század folyamán Sierra Leone úttörőnek számított Fekete-Afrikában a nyugati stílusú oktatási rendszer átvételében. A Fourah Bay College-t, a régió első felsőfokú oktatási intézményét 1827-ben, míg a régió első fiúiskoláját, a Sierra Leone Grammar Schoolt 1845-ben első lányiskoláját, az Annie Walsh Memorial Schoolt 1849-ben alapították. Az ország a tanár-, orvosképzés, valamint a közigazgatásban dolgozók taníttatásának egyik fontos központjának számított a 19. század első felében egész Nyugat-Afrikában.
A Sierra Leone-ban a 19. és 20. század folyamán kialakult oktatási rendszer stílusa nagyban hasonlított a brit oktatási rendszeréhez. Elsősorban elitista természetű a rendszer, melynek fő célja a városi középosztály azon részének tanítása volt, mely intellektuálisan alkalmas a felsőoktatásba történő továbbtanulásra, és a kormányzatban betöltendő közigazgatási munkakörök betöltésére. Ebben az időszakban a lakosság nagy része nem részesült oktatásban, vagy csak néhány évet töltöttek el az alapfokú oktatás intézményeiben. Mikor 1961-ben Sierra Leone kikiáltotta függetlenségét, az 5-11 éves gyermekeknek csupán 15, míg a 12-16 éveseknek mindössze 5%-a járt iskolába.
A függetlenedést követően az oktatási rendszer megváltoztatását célzó erőfeszítések történtek, azonban ezek a törekvések csupán az 1990-es években érték el azt a szintet, hogy foglalkozni kellett vele, s mely változásokat hozott a rendszerben. Olyan reformokat javasoltak, melyek hatásaként az oktatási rendszer a szociális piacgazdaság igényeit jobban ki tudta elégíteni. Az újítások fő lényege az oktatási rendszerben a részvétel növelése és a technikusi valamint a szakmunkásoktatásra való nagyobb hangsúly fektetése volt. 1993-ban a kormány elfogadott egy négy célból álló célrendszert, és felállította az Alapoktatási Nemzeti Bizottságot. Az 1990-es években a Sierra Leone-i polgárháború hátráltatta ezen célok elérését, mivel az ország infrastruktúrájának nagy részét, így az oktatási intézmények nagy részét is – köztük 1270 általános iskolát – megsemmisítette. Ennek hatására iskolahiány lépett fel, mellyel a tanárok hiánya is párosult, s így nehézzé vált a mindenkire kötelező közoktatás biztosítása. A háború végén, 2001-ben az iskolás korú gyermekek 67%-a nem járt iskolába.

## Szerkezete

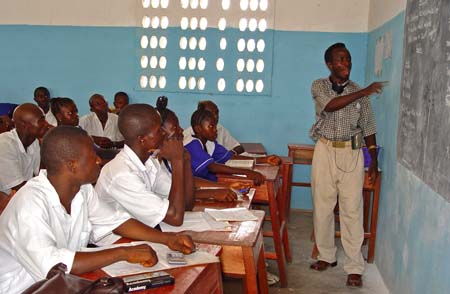
Középiskola Pendembuban

Sierra Leone oktatási rendszere négy részre tagozódik: az alapfokú oktatás hat évig tart, a középfokú oktatás alapfokú szintje három, míg ennek felsőfokú része valamint a technikusi vagy szakoktatás szintén három, míg az egyetem vagy más felsőoktatási képzés négy évig tart. A 2004-es oktatási törvény az alapfokú oktatásban mindenkinek, míg a középfokú oktatásban az ország északi és keleti részeiben tanuló lányoknak eltörölte a tandíjat. Szintén eltörölték az általános iskola végén leteendő nemzeti alapfokú oktatási vizsga (NPSE) díját, melynek következtében míg 2001-ben 26.000-en, 2005-ben 78.000-en tették le a vizsgát. Az NPSE-t a Nyugat-Afrikai Vizsgabizottság állítja össze, s a középfokú oktatásba való bekerülésnek előfeltétele ezen vizsga teljesítése.

### Alapfokú oktatás
Bár a polgárháború 2007-es befejezése óta nagy mértékben növekedett az alapfokú oktatásban részt vevő gyermekek száma, még mindig több mint 240.000-en nem vesznek részt a rendszerben, mely az iskolás korúak 25-30%-át teszi ki. A gyermekeknek csupán 64%-a fejezi be az általános iskolát, s ez ez arány alacsonynak mondható. A lányok körében megmutatkozó alacsonyabb részvételi arány egyik oka az a Sierra Leone egyes részein elterjedt nézet, mely szerint a lányoknak nem feltétlenül kell iskolába járniuk.
| 2007-es általános iskolai területenkénti statisztikák |         |         |        |          |            |         |           |        |            |            |         |           |
| Mérések                                               | Bo      | Bombali | Bonthe | Kailahun | Kambia     | Kenema  | Koinadugu | Kono   | Moyamba    | Port Loko  | Pujehun | Tonkolili |
| ----------------------------------------------------- | ------- | ------- | ------ | -------- | ---------- | ------- | --------- | ------ | ---------- | ---------- | ------- | --------- |
| Number of primary schools                             | 462     | 437     | 141    | 310      | 294        | 559     | 278       | 236    | 438        | 463        | 291     | 489       |
| Schools in good condition                             | 302     | 274     | 100    | 119      | ismeretlen | 302     | 57        | 195    | ismeretlen | ismeretlen | 95      | 144       |
| Primary enrollment                                    | 148.538 | 121.731 | 40.728 | 87.124   | 45.653     | 171.885 | 69.424    | 67.907 | 93.497     | 144.858    | 71.120  | 113.926   |
| Male enrollment                                       | 77.473  | 66.237  | 21.238 | 45.992   | ismeretlen | 89.948  | 38.152    | 35.240 | 49.031     | 73.639     | 38.328  | 59.410    |
| Female enrollment                                     | 71.065  | 57.232  | 19.490 | 41.132   | ismeretlen | 81.937  | 31.272    | 32.667 | 44.466     | 71.219     | 32.792  | 54.516    |
| Number of primary teachers                            | 1597    | 2.212   | 632    | 1624     | ismeretlen | 3.135   | 907       | 710    | 1918       | 1595       | 1001    | 2.379     |
| Qualified primary teachers                            | 1293    | 898     | 213    | 698      | ismeretlen | 1589    | 163       | 255    | 582        | 838        | 300     | 683       |

### Felsőoktatás
Két egyetem van Sierra Leone-ban. Ezek a University of Sierra Leone, mely az 1827-ben alapított Fourah Bay College utódja, és a Njala University, melyet 1910-ben Njala Agricultural Experimental Station néven alapítottak, s mely 2005-ben lett egyetem.

## Felnőttképzés
Sierra Leone-ban a felnőttek körében kicsi az olvasni tudók aránya, 2006-ban ez az arány a lakosok körében csupán 37,1% volt. Jobb a helyzet a 15-24 éves korosztályt tekintve, ahol az arány 52,2%. Mindkét csoportban a nők mutatói sokkal alacsonyabbak a férfiakénál. A jelenlét az oktatási rendszeren belül szintén alacsony, a férfiak körében a formális oktatás általában 4 év, a nőknél 2. 